# اچ‌دی ۳۵۵۲۰
اچ‌دی ۳۵۵۲۰ یک ستاره است که در صورت فلکی ارابه‌ران قرار دارد.